# Distretto di Boudouaou
Il distretto di Boudouaou è un distretto della provincia di Boumerdès, in Algeria, con capoluogo Boudouaou.

## Comuni
Il distretto di Boudouaou comprende 5 comuni:
- Boudouaou
- Boudouaou El Bahri
- El Kharrouba
- Bouzegza Keddara
- Ouled Hedadj